# Acacia mathuataensis
Acacia mathuataensis é uma espécie de leguminosa do gênero Acacia, pertencente à família Fabaceae.